# Timocare
Timocare o Timocari (in greco antico: (Θυμοχάρης o Θυμόχαρις?; metà del V secolo a.C. – dopo il 411 a.C.) è stato un ammiraglio ateniese.

## Biografia
Nel 412 a.C. Timocare era il comandante della flottiglia che fu mandata in Eubea per contrastare lo spartano Agesandrida, la cui comparsa aveva notevolmente allarmato gli Ateniesi.
Timocare fu sconfitto vicino ad Eretria e nel 411 a.C. tutta l'Eubea, tranne Oreo, si ribellò al dominio ateniese.
Lo stesso anno, poco dopo la partenza dall'Eubea di Agesandrida, che si dirigeva a nord per cooperare con Mindaro, Timocare fu mandato nella stessa direzione con qualche nave; nella battaglia che seguì, combattuta tra lo squadrone ateniese rinforzato dalle navi di Timocare e l'intera flotta di Agesandrida, vinsero ancora una volta gli Ateniesi.
Dopo il 411 non si hanno più notizie di Timocare.